# يونس الابن
يونس يوسف يونس (1926 - 2012) ويعرف أيضاً بيونس الابن شاعر لبناني، ولد في منطقة حميص - مزيارة.

## حياته

### طفولته
والده هو الأديب والرسام يوسف يونس (صاحب عدة مؤلفات أشهرها «مسبحة الراهب»)، ووالدته هي السيدة كتر عبود . لقّب مرة باسم يونس الابن، فأحبّ هذا اللقب وسجّله كإسم رسمي له في عهد الرئيس سليمان فرنجية.
تعرّض إلى حادث في عينه اليسرى وهو في الخامسة من عمره، فطلب منه الطبيب عدم استعمالها لمدة ثلاث سنوات، وبقي مختفيًا في منزل جدته طوال هذه الفترة، لذا لم يتمكن من الالتحاق بالمدرسة، الأمر الذي دفع عمّه جورج يونس (رئيس مدرسة عينطورة آنذاك) ووالده، إلى تعليمه القراءة والكتابة في المنزل بواسطة السمع.
بعد تعافي عينه، انتسب إلى مدرسة المطران عبد، وحاز شهادة البروفيه في ثلاثينيات القرن الماضي. ثم بدأ في كتابة المقالات الثقافية والقصائد الشعرية في صحيفة «الرقيب» في طرابلس، التي كان والده يوسف يونس رئيس تحريرها.

### عمله
في الخمسينيات ذهب إلى بيروت، وبدأ بمراسلة عدة صحف ومجلات من بينها «الحوادث»، وبالصدفة قرأ الأستاذ سعيد فريحة رئيس «دار الصياد» للنشر إحدى قصائده، فأعجب بكلماتها وطلب رؤيته والتقى به، وقام سعيد فريحة بتعيينه في منصب سكرتير التحرير الخاص وبقي في هذا المنصب لحين وفاة فريحة.

## أعماله
نشرت أولى قصائده في الأربعينيات، وكانت رثاء للسيد يوسف رعد الذي تبرّع بإنشاء مدرسة للبنات في بلدته مزيارة. أصدر بعد ذلك ديوانه الأول بعنوان «أحلام الصبا» الذي تضمن هذه القصيدة. توالت بعد ذلك الدواوين الشعرية والقصص الصغيرة التي ألّفها .كما كتب سيناريو وحوار للعديد من المسرحيات مثل مسرحية «الشلال» (التي عُرضت في مهرجانات بعلبك الدولية)، ومسرحيتي «مسبحة ستي» و«هاك الغريبة» (في مهرجانات إهدن).
كما أعدّ العديد من البرامج التلفزيونية التي قدمها عبر شاشة تلفزيون لبنان، إضافة إلى البرامج الإذاعية التي قدّمها عبر أثير إذاعة «صوت لبنان». وله أيضًا آلاف الأمسيات الشعرية التي أحياها في المناطق اللبنانية كافة وفي أستراليا وأفريقيا ولندن.
تناول في معظم قصائده السياسة، كما تغنى بالمرأة والجمال والحب وقريته مزيارة. وخصّ لبنان والجيش اللبناني بالعديد من القصائد مثل «لبنان يا قطعة سما»، و«لبنان المبني عالصخر» (التي غناها نهاد طربيه)، كما غنّى من كلمات أشعاره كبار المطربين من بينهم وديع الصافي، هيام يونس، جوزف عازار، نور الهدى، دنيا، عازار حبيب وغيرهم.
كما سخر شعره في خدمة الأهداف الإنسانية  مساهمًا في العديد من الحملات الوطنية مثل  التبرع بالأعضاء ومكافحة «الإيدز»، ومن أعماله في هذا المجال «الحب هو الحمال» (غناء نبيهة يزبك ).    
كما ورث موهبة الرسم عن والده، ورسم لوحات البورترية بالفحم للعديد من الشخصيات البارزة أمثال: الأخطل الصغير، سعيد فريحة، يوسف إبراهيم يزبك.
في عام 2008 فقد أحد أحفاده، حيث آلمه هذا الحادث كثيرًا، ومنذ ذلك الحين لم يكتب أي قصيدة شعرية.  

## حياته الخاصة
تزوّج من السيدة نجيبة رفول العام 1965، وأنجبا ثلاثة أولاد، هم:
- نايدا (زوجة العقيد الطيار في الجيش اللبناني إدمون الحمصي)،
- لبنان (حائز إجازة في إدارة الأعمال ويعمل في أفريقيا) متزوج من السيدة جوزفين طيار.
- شادي (حائز دبلوماً في الدعاية والإخراج من جامعة الألبا ويملك شركة إعلانات).

## جوائز
مُنح الشاعر يونس الابن العديد من الجوائز والأوسمة ومنها:
- جائزة نادي ليونز قدموس - 2001.
- جائزة مدرسة ويست هيل كوليدج - قبر شمون 2001.
- جائزة بلدية الشياح - 2005.